# Institut Lemmens
L'institut Lemmens (en néerlandais : Lemmensinstituut) est un établissement d'enseignement catholique pour la musique et le théâtre établi à Louvain, en Belgique. L'institut est nommé d'après l'organiste et professeur de musique Jacques-Nicolas Lemmens qui en fut son premier directeur, en 1879.

## Directeurs
- 1879-1881 : Jacques-Nicolas Lemmens
- 1881-1909 : Edgar Tinel
- 1909-1917 : Aloys Desmet
- 1918-1952 : Jules Van Nuffel
- 1953-1962 : Jules Vyverman
- 1962-1988 : Jozef Joris Van Heeswijck
- 1988-2005 : Paul Schollaert (nl)
- depuis le 1er octobre 2005 : Marc Erkens

## Professeurs
- Kurt Bikkembergs
- Joop Celis
- Ludo Claesen
- Jan Coeck
- Kris Cuppens
- Jeroen D'hoe
- Dirk De Nef
- Roel Dieltiens
- Jan Hadermann
- Hayato Hirose
- Jef Neve
- Els Olaerts
- Patrick Peire
- Léon Pétré
- Raphaella Smits
- Paul Steegmans
- Piet Swerts
- Michel Tilkin
- Marc Tooten
- Frank Vaganée
- Arie Van Der Beek
- Jean Van der Roost
- Eddy Vanoosthuyse
- Laura Verlinden
- Alan Weiss
- Benny Wiame
- Leo Wouters